# ام‌وی هبرید (۱۹۶۴)
ام‌وی هبرید (۱۹۶۴) (به انگلیسی: MV Hebrides (1964)) یک کشتی است که طول آن ۲۲۰ فوت (۶۷٫۱ متر) می‌باشد. این کشتی در سال ۱۹۶۴ ساخته شد.